# Copa flavoplumosa
Copa flavoplumosa is een spinnensoort uit de familie van de loopspinnen (Corinnidae). De wetenschappelijke naam van de soort werd in 1886 gepubliceerd door Eugène Simon.
De soort komt wijdverbreid voor in het Afrotropisch gebied.

## Synoniemen
- Copa benina Strand, 1916